# 塞梅尼夫卡河
塞梅尼夫卡河（烏克蘭語：Семенівка），是烏克蘭的河流，是波爾特瓦河的支流。該河發源自沃利齊亞以南，流經赫梅利尼茨基州的赫梅利尼茨基區和舍佩蒂夫卡區，河道全長23公里，流域面積128平方公里。